# (164587) Taesch
(164587) Taesch est un astéroïde de la ceinture principale.

## Description
(164587) Taesch est un astéroïde de la ceinture principale. Il fut découvert le 17 juillet 2007 à Dauban par Claudine Rinner. Il présente une orbite caractérisée par un demi-grand axe de 3,10 UA, une excentricité de 0,20 et une inclinaison de 15,8° par rapport à l'écliptique.

## Compléments